# Одеська площа (Херсон)
У Вікіпедії є статті про інші площі з назвою Одеська площа
Оде́ська пло́ща — міський майдан у Центральному та Корабельному районах Херсона, на березі, в місці злиття річки Кошова у Дніпро, яка сполучає з іншими районами міста Ратушною вулицею.

## Історія
Площа сформована впродовж 1920-х — кінця 1950-х років XX століття. Тривалий час вона мала назву Площа морського й річкового вокзалів і лише наприкінці 1967 року отримала сучасну назву — Одеська.